# Saint-Loup-sur-Aujon
Saint-Loup-sur-Aujon – miejscowość i gmina we Francji, w regionie Grand Est, w departamencie Górna Marna.
Według danych na rok 1990 gminę zamieszkiwało 180 osób, a gęstość zaludnienia wynosiła 9 osób/km².